# Mistrzostwa Ameryki Środkowej i Karaibów w Lekkoatletyce 1993
14. Mistrzostwa Ameryki Środkowej i Karaibów w Lekkoatletyce – zawody lekkoatletyczne, które odbyły się w dniach 30 lipca-1 sierpnia 1993 w Cali.

## Rezultaty

### Mężczyźni
| Konkurencja                   | 1. miejsce                                                                   | Wynik   | 2. miejsce                                                           | Wynik   | 3. miejsce                                                                    | Wynik   |
| ----------------------------- | ---------------------------------------------------------------------------- | ------- | -------------------------------------------------------------------- | ------- | ----------------------------------------------------------------------------- | ------- |
| Bieg na 100 m                 | Obadele Thompson                                                             | 10,30   | Leonardo Prevost                                                     | 10,34   | Kirk Cummins                                                                  | 10,37   |
| Bieg na 200 m                 | Andrew Tynes                                                                 | 20,58   | Edgardo Guilbe                                                       | 20,86   | Neil de Silva                                                                 | 20,90   |
| Bieg na 400 m                 | Gregory Haughton                                                             | 45,35   | Dennis Blake                                                         | 46,05   | Norberto Téllez                                                               | 46,25   |
| Bieg na 800 m                 | Alain Miranda                                                                | 1:47,29 | Mario Watson                                                         | 1:47,79 | Luis Toledo                                                                   | 1:48,28 |
| Bieg na 1500 m                | Ricardo Herrera                                                              | 3:47,6  | Gilberto Merchant                                                    | 3:47,6  | Linton McKenzie                                                               | 3:48,0  |
| Bieg na 5000 m                | Herder Vásquez                                                               | 14:09,3 | Narciso Florez                                                       | 14:21,6 | Salvador Parra                                                                | 14:23,9 |
| Bieg na 10 000 m              | Herder Vásquez                                                               | 29:10,8 | Dionicio Cerón                                                       | 29:12,8 | Gabino Apolonio                                                               | 29:26,8 |
| Półmaraton                    | Marcelino Cristano                                                           | 1:02:11 | Alberto Cuba                                                         | 1:03:10 | Julio Hernández                                                               | 1:04:03 |
| Bieg na 3000 m z przeszkodami | Gustavo Castillo                                                             | 8:49,96 | Juan Ramón Conde                                                     | 8:53,98 | Héctor Arias                                                                  | 8:55,10 |
| Bieg na 110 m przez płotki    | Erik Batte                                                                   | 13,84   | Mickey Soto                                                          | 13,94   | Matthew Love                                                                  | 14,12   |
| Bieg na 400 m przez płotki    | José Pérez                                                                   | 50,00   | Pedro Piñera                                                         | 50,04   | Domingo Cordero                                                               | 50,45   |
| Sztafeta 4 × 100 m            | Bahamy Andrew Tynes · Bernard Young · Renward Wells · Sylvanus Hepburn       | 39,33   | Jamajka Jason Shelton · John Mair · Bernard Burrell · Windell Dobson | 39,67   | Kuba Erik Batte · Leonardo Prevost · Alfredo García-Baró · Juan Felipe Ortiz  | 39,72   |
| Sztafeta 4 × 400 m            | Jamajka Mitchell Francis · Gregory Haughton · Dennis Blake · Danny McFarlane | 3:02,57 | Kuba Norberto Téllez · Lázaro Martínez · Héctor Herrera · Omar Mena  | 3:02,58 | Kolumbia Wilson Cañizales · Llimy Rivas · Robinson Urrutia · Nicolás Valencia | 3:06,39 |
| Chód na 20 km                 | Héctor Moreno                                                                | 1:24:31 | Querubín Moreno                                                      | 1:27:31 | Iván Aricardo                                                                 | 1:31:48 |
| Skok wzwyż                    | Gilmar Mayo                                                                  | 2,15    | José Escalera                                                        | 2,10    | Karl Scatliffe                                                                | 2,10    |
| Skok o tyczce                 | Ángel García                                                                 | 5,60    | Alberto Manzano                                                      | 5,40    | Konstantín Zagustín                                                           | 4,80    |
| Skok w dal                    | Elmer Williams                                                               | 7,96    | Juan Garzón                                                          | 7,91    | Juan Felipe Ortiz                                                             | 7,78    |
| Trójskok                      | Sergio Saavedra                                                              | 16,49   | Aliecer Urrutia                                                      | 16,35   | José Escalera                                                                 | 15,63   |
| Pchnięcie kulą                | Carlos Fandiño                                                               | 19,04   | Francisco Ball                                                       | 18,33   | Jorge Montenegro                                                              | 17,14   |
| Rzut dyskiem                  | Frank Bicet                                                                  | 55,26   | Alfredo Romero                                                       | 50,82   | Howard Brown                                                                  | 50,76   |
| Rzut młotem                   | Alberto Sánchez                                                              | 74,98   | Guillermo Guzmán                                                     | 69,96   | Eladio Hernández                                                              | 69,60   |
| Rzut oszczepem                | Luis Lucumí                                                                  | 73,54   | Héctor Duharte                                                       | 72,94   | Emeterio González                                                             | 71,18   |
| Dziesięciobój                 | Raúl Duany                                                                   | 7749    | Eugenio Balanqué                                                     | 7213    | Jorge Camacho                                                                 | 6890    |

### Kobiety
| Konkurencja                | 1. miejsce                                                                         | Wynik   | 2. miejsce                                                                       | Wynik   | 3. miejsce                                                             | Wynik    |
| -------------------------- | ---------------------------------------------------------------------------------- | ------- | -------------------------------------------------------------------------------- | ------- | ---------------------------------------------------------------------- | -------- |
| Bieg na 100 m              | Miriam Ferrer                                                                      | 11,42   | Cheryl-Ann Phillips                                                              | 11,50   | Kerry-Ann Richards                                                     | 11,59    |
| Bieg na 200 m              | Idalmis Bonne                                                                      | 23,22   | Debbie Ferguson                                                                  | 23,32   | Julia Duporty                                                          | 23,35    |
| Bieg na 400 m              | Norfalia Carabalí                                                                  | 51,33   | Odalmis Limonta                                                                  | 52,18   | Inez Turner                                                            | 52,64    |
| Bieg na 800 m              | Inez Turner                                                                        | 2:07,48 | Jennifer Fisher                                                                  | 2:09,12 | Martha Gómez                                                           | 2:10,46  |
| Bieg na 1500 m             | Isabel Juárez                                                                      | 4:23,94 | Adriana Fernández                                                                | 4:27,16 | Elsa Monterroso                                                        | 4:34,59  |
| Bieg na 3000 m             | Isabel Juárez                                                                      | 9:29,82 | Adriana Fernández                                                                | 9:34,73 | Elsa Monterroso                                                        | 10:09,18 |
| Bieg na 10 000 m           | Stella Castro                                                                      | 34:20,6 | María Carreño                                                                    | 36:33,5 | Lucía Mendiola                                                         | 36:37,7  |
| Półmaraton                 | Stella Castro                                                                      | 1:12:07 | Paola Cabrera                                                                    | 1:16:41 | Emperatriz Wilson                                                      | 1:17:42  |
| Bieg na 100 m przez płotki | Joyce Meléndez                                                                     | 13,24   | Carolyn Sterling                                                                 | 13,26   | Damaris Anderson                                                       | 13,38    |
| Bieg na 400 m przez płotki | Debbie-Ann Parris                                                                  | 57,10   | Lency Montelier                                                                  | 57,77   | Alejandra Quintanar                                                    | 58,60    |
| Sztafeta 4 × 100 m         | Jamajka Carolyn Sterling · Cheryl-Ann Phillips · Kerry-Ann Richards · Andria Lloyd | 44,25   | Bahamy Eldece Clarke-Lewis · Debbie Ferguson · Savatheda Fynes · Chandra Sturrup | 44,28   | Kuba Idalmis Bonne · Julia Duporty · Miriam Ferrer · Surella Morales   | 44,64    |
| Sztafeta 4 × 400 m         | Jamajka Debbie-Ann Parris · Beverley Grant · Claudine Williams · Inez Turner       | 3:27,36 | Kuba Idalmis Bonne · Julia Duporty · Odalmis Limonta · Lency Montelier           | 3:28,95 | Kolumbia Norfalia Carabalí · Elia Mera · Maribelcy Peña · Martha Gómez | 3:34,29  |
| Chód na 10 000 m           | Eloísa Pérez                                                                       | 47:29,6 | Liliana Bermeo                                                                   | 47:41,1 | Rosario Sánchez                                                        | 48:43,9  |
| Skok wzwyż                 | Gloria Lagoyete                                                                    | 1,71    | N/A                                                                              | N/A     | N/A                                                                    | N/A      |
| Skok w dal                 | Niurka Montalvo                                                                    | 6,58    | Eloína Echevarría                                                                | 6,28    | Carolyn Sterling                                                       | 6,17     |
| Trójskok                   | Niurka Montalvo                                                                    | 14,09   | Eloína Echevarría                                                                | 13,63   | Suzette Lee                                                            | 12,78    |
| Pchnięcie kulą             | Herminia Fernández                                                                 | 17,33   | Yumileidi Cumbá                                                                  | 17,24   | María Isabel Urrutia                                                   | 15,25    |
| Rzut dyskiem               | Marlén Sánchez                                                                     | 54,58   | María Isabel Urrutia                                                             | 53,30   | Maricela Brestet                                                       | 52,72    |
| Rzut oszczepem             | Isel López                                                                         | 58,68   | Terry-Lynn Paynter                                                               | 49,08   | Verónica Prieto                                                        | 47,50    |
| Siedmiobój                 | Magalys García                                                                     | 5884    | Regla Cárdenas                                                                   | 5840    | Zorobabelia Córdoba                                                    | 5251     |

## Klasyfikacja medalowa
*   Gospodarz ( Kolumbia)
| Miejsce | Reprezentacja              | Złoto | Srebro | Brąz | Razem |
| ------- | -------------------------- | ----- | ------ | ---- | ----- |
| 1       | Kuba                       | 16    | 17     | 11   | 44    |
| 2       | Kolumbia*                  | 9     | 3      | 7    | 19    |
| 3       | Meksyk                     | 6     | 8      | 9    | 23    |
| 4       | Jamajka                    | 6     | 5      | 7    | 18    |
| 5       | Portoryko                  | 2     | 5      | 2    | 9     |
| 6       | Bahamy                     | 2     | 2      | 0    | 4     |
| 7       | Barbados                   | 1     | 0      | 1    | 2     |
| 7       | Wenezuela                  | 1     | 0      | 1    | 2     |
| 9       | Bermudy                    | 0     | 2      | 0    | 2     |
| 10      | Gwatemala                  | 0     | 0      | 2    | 2     |
| 11      | Brytyjskie Wyspy Dziewicze | 0     | 0      | 1    | 1     |
| 11      | Trynidad i Tobago          | 0     | 0      | 1    | 1     |
| Razem   | Razem                      | 43    | 42     | 42   | 127   |